# Freiwilliges Ökologisches Jahr
Das Freiwillige Ökologische Jahr (FÖJ) bzw. das Freiwillige Umweltjahr (FUJ) ist ein Freiwilligendienst in geeigneten Stellen und Einrichtungen, die im Bereich des Natur- und Umweltschutzes einschließlich der Bildung zur Nachhaltigkeit tätig sind. Es wird von Jugendlichen im Alter von 16 bis 26 Jahren als überwiegend praktische Hilfstätigkeit, die an Lernzielen orientiert ist, in Deutschland und in Österreich geleistet. Es dauert in der Regel 12 Monate, kann aber auch in einem Zeitraum zwischen sechs und achtzehn Monaten absolviert werden. In der Regel beginnt es am 1. August oder 1. September.

## Deutschland
Das Freiwillige Ökologische Jahr kann bei der Stiftung für Hochschulzulassung, ehemals ZVS, als Wartesemester angerechnet werden. Es wird von den Ländern und einzelnen Trägern finanziell unterstützt und durchgeführt. Die Teilnehmer organisieren sich darüber hinaus auch selbständig in Landes- und Bundesgremien.
Das Freiwillige Ökologische Jahr kann auch im Ausland abgeleistet werden, zum Beispiel in Frankreich als sogenanntes Deutsch-Französisches Ökologisches Jahr, welches vom BUND in Rheinland-Pfalz organisiert wird.
FÖJ-Träger sind meist Naturschutzvereine und Umweltschutzvereine, teils deren Jugendorganisationen. Diese Träger übernehmen durch ihre staatliche Anerkennung die Auswahl der Einsatzstellen und Betreuung der Teilnehmer des freiwilligen ökologischen Jahres sowie die Verwaltung der staatlichen Fördergelder.
Es gibt zurzeit etwa 3.300 FÖJ-Einsatzstellen in Deutschland. Dazu kommen noch etwa 600 ÖBFD-Stellen (Ökologischer Bundesfreiwilligendienst).

### Einsatzstellen

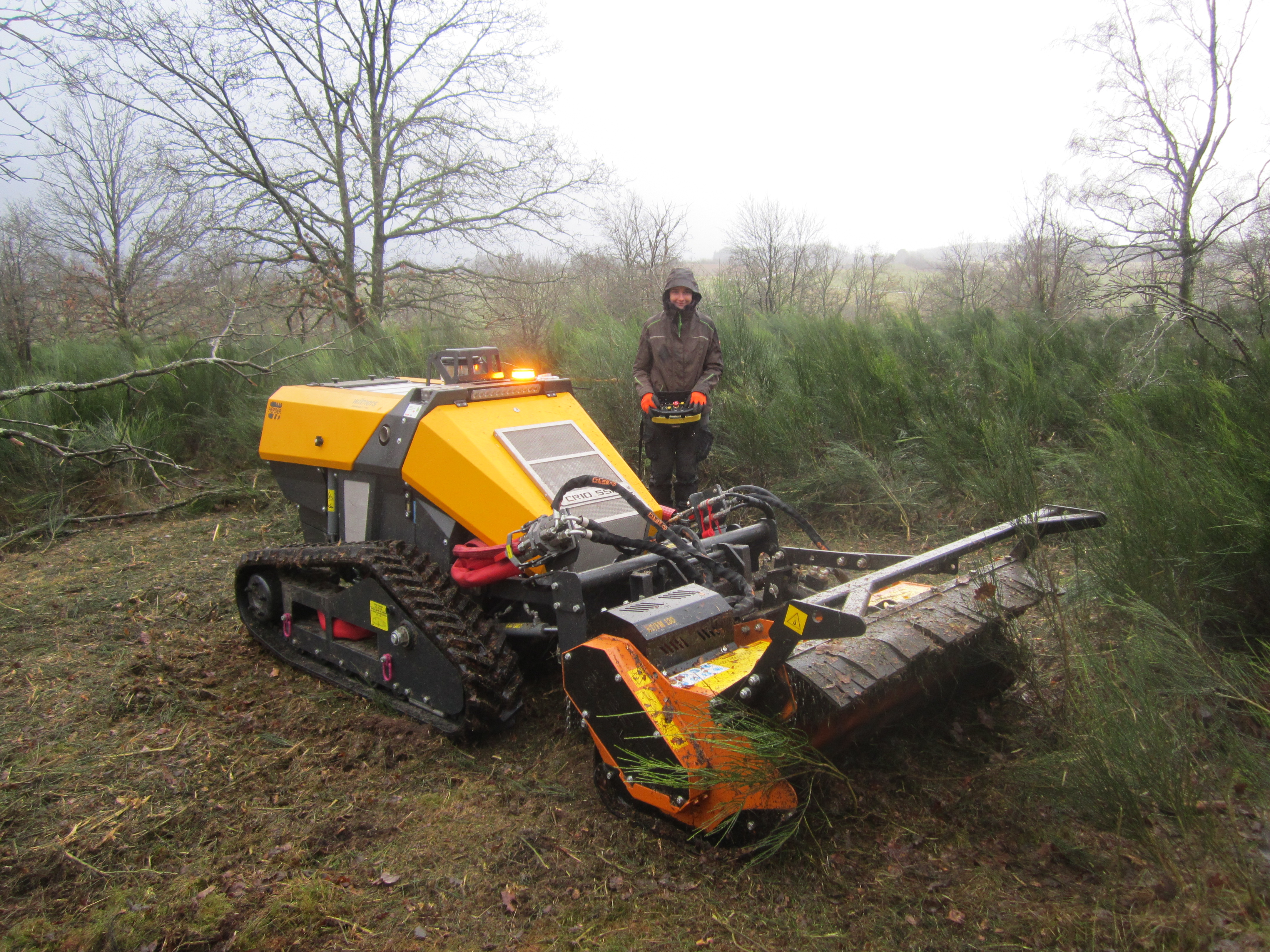
FÖJ'lerin der Biologischen Station Hochsauerlandkreis beim Einsatz einer Mulchraupe

Listen der Einsatzstellen (EST) gibt es bei den Trägern im jeweiligen Bundesland. Als EST kommen gemeinnützige Einrichtungen in Frage, die in ihrer Arbeit ökologische Aspekte beachten und ihre vielseitigen Arbeitsbereiche und Tätigkeiten in Bereichen vom praktischen Naturschutz über Umweltbildung bis hin zur Umweltforschung haben. Jede Einsatzstelle wird von einem Träger betreut, bei dem auch der FÖJ-Teilnehmer seine Seminare besucht.
Mögliche Erfahrungs- und Arbeitsbereiche für FÖJler sind in vielfältigen Bereichen möglich.
Beispielsweise in den folgenden:
- Land-, Forstwirtschaft und Gartenbau
- Umweltbildung
- Verbandsarbeit
- Umwelt-, Tier- und Naturschutz
- Wissenschaftlicher Umweltschutz
- Klimaschutz
- Ökologische Kinder- und Jugendarbeit

### Seminare
Die Träger der einzelnen Einsatzstellen organisieren insgesamt 25 Seminartage. In den einzelnen Seminaren werden von den FÖJ-Teilnehmern oder den Trägern festgesetzte Themen wie Ökosysteme, Nachhaltigkeit oder Globalisierung behandelt. Die Ausgestaltung dieser Tage erfolgt meist durch Referenten oder Selbstorganisation. Auch können die Teilnehmer bei einigen Trägern zusätzliche Qualifizierungsbausteine wie beispielsweise die Bausteine Pädagogik oder Grüne Berufe erwerben.

### Sprechersystem
Das Sprechersystem des FÖJ ist basisdemokratisch aufgebaut.
In jedem Bundesland gibt es verschieden viele Träger, welche mit ihren FÖJ-Teilnehmern die Seminargruppen bilden. In diesen Seminargruppen werden in der Regel zwei Gruppensprecher gewählt, welche auf Gruppensprechertreffen fahren und dort die Landessprecher (auch Bundesdelegierte genannt) wählen, welche das FÖJ im jeweiligen Bundesland repräsentieren. In etwa kommt ein Landessprecher auf fünfzig FÖJ-Teilnehmer.
Anschließend nehmen alle Landessprecher der 16 Bundesländer Deutschlands an einer Bundesdelegiertenkonferenz (BDK)  teil, auf welcher fünf Bundessprecher gewählt werden, die das FÖJ in Deutschland und die Interessen aller FÖJ-Teilnehmer in der Öffentlichkeit, der Presse und der Politik vertreten.

### Kosten
Die Kostenträger des Unterhalts für FÖJ-Teilnehmer sind zu einem Teil die Einsatzstellen beziehungsweise deren Träger, zum anderen Teil die Bundesländer. Der Unterhalt von Teilnehmern des freiwilligen ökologischen Jahres, die manchmal noch Minderjährige sind, besteht im Prinzip aus einem monatlichen Taschengeld von ca. 180 € bis 370 € sowie Verpflegung und Unterkunft. Letztere werden gestellt, häufig aber auch ganz oder anteilig ausbezahlt. Zusätzlich können staatliche Zuwendungen, wie Kindergeld, Wohngeld und Hartz IV, bezogen werden.  Die Höhe des Unterhalts ist vom jeweiligen Bundesland abhängig, wobei es gravierende Unterschiede innerhalb Deutschlands gibt. Der Bezug von Unterhalt für volljährige FÖJ-Teilnehmer durch Eltern bzw. Sorgeberechtigte ist für die Zeit des FÖJ nicht vorgesehen, insbesondere, wenn das FÖJ nur der Überbrückung einer Wartezeit dient, er wird durch die oben genannten Kostenträger geleistet. Für minderjährige FÖJ-Teilnehmer kann ein Restbedarf an Unterhalt bestehen, der in der Regel durch Eltern bzw. Sorgeberechtigte geleistet werden muss.

### Rechtliche Grundlagen
Die sozialrechtlichen Grundlagen für das Freiwillige Ökologische Jahr sind seit dem 1. Juni 2008 im Jugendfreiwilligendienstegesetz geregelt. Bis dahin galt das Gesetz zur Förderung eines freiwilligen ökologischen Jahres.
Bei abgeschlossenem Hochschulstudium oder Berufsausbildung kann in einigen Bundesländern kein FÖJ abgeleistet werden.

### Geschichte
Mit dem Gesetz zur Förderung eines Freiwilligen Ökologischen Jahres vom 17. Dezember 1993 (BGBl. I S. 2118) wurde das FÖJ offiziell mit Wirkung vom 1. September 1993 eingeführt.
Von 2002 bis zur Aussetzung des Zivildienstes im Jahr 2011 war es auch für anerkannte Kriegsdienstverweigerer (KDV) möglich, das Freiwillige Ökologische Jahr zu leisten. Im § 14c  Zivildienstgesetz war u. a. geregelt, dass jeder anerkannte Verweigerer, der sich zwölf Monate lang als FÖJler engagiert und dies dem Bundesamt für den Zivildienst (BAZ) nachweisen konnte (durch die FÖJ-Trägerorganisation), nicht mehr zum Zivildienst herangezogen wurde.
Das BAZ beteiligte sich nur im Falle zusätzlich eingerichteter „14 c-Plätze“ an deren Kosten. KDV mussten also schon bei der Bewerbung angeben, dass sie das FÖJ als Ersatz für den Zivildienst leisten wollen. Das „Zivi-FÖJ“ wurde nicht von allen FÖJ-Trägern angeboten. Grundsätzlich leisteten Kriegsdienstverweigerer das freiwillige ökologische Jahr zu FÖJ-Bedingungen, d. h. die Rahmenbedingungen und Besonderheiten des Zivildienstes galten hier nicht.

### Teilnehmer
Seit dem Jahrgang 2015/16 hat die Anzahl der Teilnehmer insgesamt zugenommen. 61 % der Teilnehmer hatten 2024 den Bildungsabschluss der (Fach-)hochschulreife.
| Jahrgang  | weiblich | männlich | divers | k. A. | Gesamt |
| --------- | -------- | -------- | ------ | ----- | ------ |
| 2011/2012 | 1.458    | 1.102    |        |       | 2.560  |
| 2012/2013 | 1.551    | 1.137    |        |       | 2.688  |
| 2013/2014 | 1.569    | 1.208    |        |       | 2.777  |
| 2014/2015 | 1.528    | 1.272    |        |       | 2.800  |
| 2015/2016 | 1.559    | 1.127    |        |       | 2.686  |
| 2016/2017 | 1.666    | 1.115    |        |       | 2.781  |
| 2017/2018 | 1.708    | 1.287    |        |       | 2.995  |
| 2018/2019 | 1.763    | 1.186    |        |       | 2.949  |
| 2019/2020 | 1.882    | 1.253    | 7      |       | 3.142  |
| 2020/2021 | 1.912    | 1.256    | 7      |       | 3.175  |
| 2021/2022 | 2.082    | 1.136    | 40     |       | 3.258  |
| 2022/2023 | 1.983    | 1.217    | 21     | 3     | 3.244  |
| 2023/2024 | 1.933    | 1.229    | 69     | 1     | 3.232  |
| 2024/2025 | 2.000    | 1.243    | 62     | 3     | 3.308  |

## Österreich
Das Freiwillige Umweltjahr (FUJ) bietet in Österreich Jugendlichen ab 17 Jahren die Möglichkeit, sich im Umwelt- und Nachhaltigkeitsbereich zu engagieren. Hintergrund dafür ist die gesetzliche Regelung in den §§ 22–24 im Freiwilligengesetz. Das FUJ richtet sich an junge Erwachsene, die sich in einer beruflichen Orientierungsphase befinden. Voraussetzung für die Teilnahme ist Interesse an Umwelt-, Naturschutz- und Nachhaltigkeitsthemen, sowie ein ärztliches Attest, das die psychische und physische Belastbarkeit für den Einsatz bestätigt.

### Teilnehmer
Seit dem Beschluss des Freiwilligengesetzes im Jahr 2012 hat die Anzahl der Teilnehmer auf niedrigem Niveau stetig zugenommen. 86 % der Teilnehmer haben eine Schule mit Matura abgeschlossen, die restliche 14 % eine Universität oder Fachhochschule, 89 % haben weiterhin Familienbeihilfe bezogen.
| Jahr | Frauen | Männer | Gesamtanzahl |
| ---- | ------ | ------ | ------------ |
| 2012 | 18     | 8      | 26           |
| 2013 | 12     | 9      | 21           |
| 2014 | 21     | 19     | 40           |
| 2015 | 24     | 17     | 41           |
| 2016 | 23     | 18     | 41           |
| 2017 | 24     | 30     | 54           |
| 2018 | 23     | 37     | 60           |
| 2019 | N/A    | N/A    | N/A          |
| 2020 | N/A    | N/A    | N/A          |
| 2021 | N/A    | N/A    | N/A          |

Für das Jahr 2023 sind rund 100 Einsatzplätze vorgesehen, davon 21 in Wien.

### Träger
Träger für das Freiwillige Umweltjahr werden vom Umweltministerium per Bescheid anerkannt und von der Jugend-Umwelt-Plattform (JUMP) verwaltet, die auch als Dienstgeberin fungiert. Derzeit (Stand: 2020) gibt es über 50 anerkannte gemeinnützige Einsatzstellen bei Organisationen, wie National- und Naturparks, beim Klimabündnis Österreich, bei den Naturfreunden und weiteren gemeinnützigen Einrichtungen.

### Anrechenbarkeit des FUJ

#### ECTS-Punkte
Ein FUJ beginnt grundsätzlich am 1. September des jeweiligen Jahres mit einem Lehrgang an der Hochschule für Agrar- und Umweltpädagogik in Wien, für den ECTS-Punkte für weiterführende Universitätsstudien an der Universität Wien, der Universität für Bodenkultur Wien sowie an der Hochschule für Agrar- und Umweltpädagogik gesammelt werden können.

#### Wehrersatzdienst
Seit 2013 kann das FUJ für Männer zu den teilweise besseren Konditionen des FUJ als Wehrersatzdienst zum regulären Zivildienst angerechnet werden und ist im Gegensatz zum neunmonatigen Zivildienst bis zum 28. Lebensjahr aufschiebbar.

### Vergütung
Rechtliche Grundlage für das Freiwillige Umweltjahr ist das Bundesgesetz zur Förderung von freiwilligem Engagement (Freiwilligengesetz – FreiwG). Dieses Gesetz regelt, dass Teilnehmer während ihres FUJ Familienbeihilfe beziehen können und zusätzlich ein Taschengeld in der Höhe von 500,-€ (Stand: 2023), ein gratis Klimaticket, sowie zwei Mahlzeiten oder Essensgeld erhalten.